# Силоксид
Силоксид (рос. силоксид, англ. siloxide, нім. ”Siloxyd”) – сорт кварцового скла. Застосовують переважно для виготовлення хімічного (лабораторного) посуду. Назва - від лат. sil(ex) - кремінь oxys - кислий.
Формула: R3SiOM, де R як правило, органічна група, а M, як правило, метал катіон.
Одержання:
- при деградації силоксанів[1]:

R3SiOSiR3  +  2 NaOH   →   2 R3SiONa  +  H2O
- при розщепленні циклічних силоксанів:

(Me2SiO)3 +  MeLi  →   Me3SiOSiMe2OSiMe2OSiMe2OLi